# Tsuki ga Michibiku Isekai Dōchū
Tsuki ga Michibiku Isekai Dōchū (月が導く異世界道中 lit. De camino a un mundo alternativo guiado por la luna?), también conocido como TSUKIMICHI: Moonlit Fantasy, es una serie de novelas ligeras de fantasía japonesa escrita por Kei Azumi e ilustrada por Mitsuaki Matsumoto. Comenzó a serializarse en línea en 2012 en el sitio web de publicación de novelas generadas por usuarios Shōsetsuka ni Narō, y se trasladó al sitio web AlphaPolis en 2016. También fue adquirido más tarde por AlphaPolis, que ha publicado diecisiete volúmenes hasta el momento. Una adaptación a manga con arte de Kotora Kino se ha serializado en línea a través del sitio web de manga de AlphaPolis desde 2015 y se ha recopilado en ocho volúmenes tankōbon hasta el momento. Una adaptación de la serie al anime producida por C2C se estrenó el 7 de julio de 2021. Una segunda temporada producida por J.C.Staff se estrenó el 8 de enero de 2024.

## Argumento
Makoto Misumi es solo un escolar normal, hasta que fue llamado a otro mundo a causa de sus padres. Pero la diosa de ese mundo decidió que era feo y lo arrojó a los páramos en los extremos más lejanos de su mundo. Vagando por las tierras baldías en busca de calor humano, todos los encuentros de Makoto son con seres no-humanos, incluso sus 2 hermosas compañeras (e increíblemente fuertes) son un dragón y una araña gigante. ¿Exactamente a donde lo llevara el gran viaje de Makoto?

## Personajes
Makoto Misumi (深澄真 Misumi Makoto?)
Seiyū: Natsuki Hanae, Ferso Velázquez (español latino)
Es el protagonista principal de la serie. Él es uno de los tres Viajeros del Mundo que fueron enviados al mundo de la Diosa, aunque su razón para ir allí difiere de los otros dos. Eventualmente, por capricho de la diosa, fue arrojado al borde del mundo (tierra baldía) sin un título ni las bendiciones que un héroe recibiría de la diosa. Sin embargo, para no dejarlo completamente abandonado, Tsukuyomi, el Dios de la Luna y mediador del contrato de invocación entre la Diosa y los padres biológicos de Makoto, decidió darle su bendición, dándole un poder latente abrumador. Makoto decidió volverse neutral e independiente, pensando en usar su conocimiento de su mundo anterior y aplicarlo en este mundo paralelo donde sus padres habían vivido antes. Así fue como comenzó su viaje para buscar sobre el pasado de su familia en el Mundo de la Diosa. Más adelante se revela que el padre de Makoto era un noble en el país de Kaleneon y su madre era una sacerdotisa de la Diosa, también del país Kaleneon.
Tomoe (巴?)
Seiyū: Ayane Sakura, Valca Ponzanelli (español latino)
Anteriormente conocido como Shèn (蜃), es uno de los Dragones Superiores que existe en el Mundo de la Diosa. Tras ser derrotada por Makoto al eludir su niebla de ilusiones, se vuelve su sirviente, tomando la apriencia de una bella guerrera Samurái y hablando en un modo tradicional. Tiene la particularidad de generar clones de sí misma conocidos como fragmentos, los cuales tienen apariencia de niñas y una fracción de su poder, y que al ser dañadas, pueden causar dolor en el cuerpo principal de Tomoe, entre estos fragmentos se destaca Komoe, la cual es considerada por Tomoe como una hija de ella y Makoto. Además es capaz de generar una nueva dimensión, en donde se levanta la aldea Akuu. A pesar de tratar a Makoto como su amo, se enamora de él pero de forma menos explícita que Mio.
Mio (澪?)
Seiyū: Akari Kitō, Diana Nolan (español latino)
Anteriormente conocida como la Araña Negra de la Calamidad (災害 の 黒 蜘蛛; Saigai no Kuro Kumo), es una existencia única en el Mundo de la Diosa. Toma la forma de una hermosa dama noble después de ser derrotada por Makoto, y al reconocer el poder de este, se autoproclama su amante, no teniendo reparos en profesarle su amor y devoción en cualquier situación, y mostrando agresividad si alguien interrumpe estos momentos o celos ante la cercanía de otras mujeres, rivalizando incluso con Tomoe y sus fragmentos. Es poderosa y carente de piedad, en especial si algo ataca a Makoto o a la aldea Akuu, y su especialidad es generar telarañas mágicas, aparte de regenerar partes cortadas de su cuerpo. Suele tener un apetito voraz, heredado de su forma bestial.
Shiki (識?)
Seiyū:Kenjirō Tsuda, Arturo Cataño (español latino)
Anteriormente conocido como Larva, es un lich que existe en el Mundo de la Diosa. Actualmente es uno de los sirvientes de Misumi Makoto.
Emma (エマ?)
Seiyū: Saori Hayami, Rossy Aguirre (español latino)
Es un personaje recurrente en esta serie. Ella es la secretaria de Makoto y actúa como supervisora de Asora.
Beren (ベレン?)
Seiyū: Shinpachi Tsuji, Juan Alfonso Carralero (español latino)
Es un enano mayor que conoció Makoto y actualmente es uno de los herreros de Asora y la Compañía Kuzunoha. Es uno de sus principales trabajadores y un buen amigo de Makoto.
Toa (トア?)
Seiyū: Yurika Kubo, Azucena Martínez (español latino)
Ella es una aventurera y la hermana mayor de Rinon. Su apariencia es idéntica a la de Hasegawa, compañera del Club de Arco de Makoto en la escuela y su amor platónico. Forma un Grupo y se Convierte en una de las principales aventureras de Tsige teniendo una buena amistad con Makoto y su Grupo.
Rinon (リノン?)
Seiyū: Aiko Ninomiya
La hermana menor de Toa.
La Diosa (女神 Megami?)
Seiyū: Reina Ueda, Luz Menchaca (español latino)
Es una deidad sin nombre que es la administradora del otro mundo, que es el escenario principal de esta serie. Debido a un contrato con sus padres, Makoto es seleccionado como el candidato para ser enviado al mundo gobernado por la Diosa. Pero debido a sus preferencias personales, la Diosa rechaza a Makoto y lo deja en Wasteland en su mundo, y en su lugar secuestra a otros dos humanos de la Tierra para representarlos como héroes. La Diosa es una vanidosa egoísta y arrogante por su manera de proceder desdeñosa hacia los demás y especialmente hacia los rasgos físicos. A pesar de que tenía el poder de la creación, parece preocuparse por cosas triviales como la belleza y desdeña cualquier cosa que considere fea. También siente poca vergüenza o respeto por los demás, como se muestra cuando convocó a la fuerza a Makoto para retrasar una invasión en un territorio humano por parte de Sofía y un Dragón Mayor. Ella no le contó a Makoto sobre esto de antemano y simplemente lo arrojó allí sin consideración. Cuando se entera de que Makoto está alcanzando sus propios récords de tener posibilidades de convertirse en alguien como ella, ella se obsesionó con detenerlo y tratar de descubrir dónde está o dónde podría estar escondido. Todo lo que sabía era que él sería la razón principal por la que perdería su orgullo y dignidad como Diosa de su propio mundo.
Tsukuyomi-no-Mikoto (月読命?)
Seiyū: Tomoaki Maeno, Beto Castillo (español latino)
Es la deidad que gobierna la Luna y quien asumió el trabajo de transferir a Makoto de la Tierra al otro mundo. Tsukuyomi también le dio su bendición a Makoto otorgándole la habilidad llamada "Kai/Reino/Esfera" y luego lo ayudó después de que la Diosa lo arrojó al Yermo en su mundo.
Hazal (ハザル Hazaru?)
Seiyū: Yūki Shin, Arturo Castañeda (español latino)
Él es un aventurero con el trabajo de "Alchemy Meister" y actualmente es parte del grupo de Toa.
Louisa (ルイザ Ruiza?)
Seiyū: Yuna Kamakura
Ella es una aventurera con el trabajo de "Bless Gunner" y actualmente es parte del grupo de Toa.
Ranina (ラニーナ?)
Seiyū: Saika Kitamori, Desireé González (español latino)
Ella es una aventurera con el trabajo de "Priest Knight (Tierra)" y actualmente es parte del grupo de Toa.
Patrick Rembrandt (パトリック＝レンブラント Patorikku Renburanto?)
Seiyū: Kazuhiko Inoue, Santos Alberto (español latino)
Es el dueño de la Compañía Rembrandt, un hombre de negocios y amigo de Makoto que lo aconseja y ayuda en asuntos relacionados al comercio o temas sociales.
Morris (モリス Morisu?)
Seiyū: Masaharu Satō, Francisco Colmenero (español latino)
Es el mayordomo de la familia Rembrandt. También es la mano derecha de Patrick Rembrandt y un ex aventurero.
Lime Latte (Raimu Rate?)
Seiyū: Taku Yashiro
Es un antiguo aventurero de Tsige y actualmente trabaja para Kuzunoha Company como empleado.

## Media

### Anime
Se anunció una adaptación de la serie a anime el 20 de octubre de 2020. La serie está animada por C2C y dirigida por Shinji Ishihira, con Kenta Ihara manejando la composición de la serie, Yukie Suzuki diseñando los personajes y Yasuharu Takanashi componiendo la música de la serie. Se estrenó el 7 de julio de 2021 en Tokyo MX, MBS, BS NTV y otros canales. Crunchyroll obtuvo la licencia del anime y loa transmitió en todo el mundo excluyendo los territorios asiáticos. Medialink ha obtuvo la licencia de la serie en el sudeste asiático y el sur de Asia, y la transmitió en su canal de Youtube Ani-One, pero esta serie solo se puede ver en su canal de YouTube con el esquema de membresía Ani-One Ultra. El tema de apertura, "Gambling", es interpretado por syudou mientras que el tema de cierre, "Beautiful Dreamer", es interpretado por Ezoshika Gourmet Club.
El 28 de marzo de 2022, Crunchyroll anunció que la serie recibió un doblaje en español latino, que se estrenó el 23 de junio.
Después del episodio final de la primera temporada, se anunció una segunda temporada. Está animada por J.C.Staff, con el personal principal regresando de la primera temporada. Tendrá una duración de dos cursos consecutivos. Se estrenó el 8 de enero de 2024 en Tokyo MX y otras cadenas. El primer tema de apertura es «Utopia», interpretado por Keina Suda, mientras que el tema de cierre es «My Factor», interpretado por Kento Itō. El segundo tema de apertura es «Reversal», interpretado por syudou.
Después del episodio final de la segunda temporada, se anunció una tercera temporada.
La primera temporada se vendió en el extranjero al precio más alto de la historia de Nippon TV.